# كلاوس نيومان
كلاوس نيومان (بالألمانية: Klaus Neumann)‏ هو طيار مقاتل ألماني، ولد في 5 أكتوبر 1923 في Wettin, Saxony-Anhalt ‏ في ألمانيا، وتوفي في 10 ديسمبر 2000 في Mittelhof ‏ في ألمانيا.